# Annie Get Your Gun (musical)
Annie Get Your Gun és un musical amb lletra i música d'Irving Berlin i llibret de Herbert i Dorothy Fields. La trama és una versió ficcionalitzada de la vida d'Annie Oakley (1860-1926), una tiradora que va ser una estrella del Buffalo Bill's Wild West Show, i el seu romanç amb el també tirador Frank Butler.
La producció original de 1946 de Broadway va ser un gran èxit, i el musical va tenir una llarga estada a Nova York (1.147 funcions) i a Londres, s'han realitzat diversos revivals, una versió cinematogràfica el 1950 i versions televisives; i diverses cançons han esdevingut clàssics de Broadway, com "There's No Business Like Show Business", "Doin' What Comes Natur'lly", "You Can't Get a Man with a Gun", "They Say It's Wonderful" o "Anything You Can Do".

## Argument

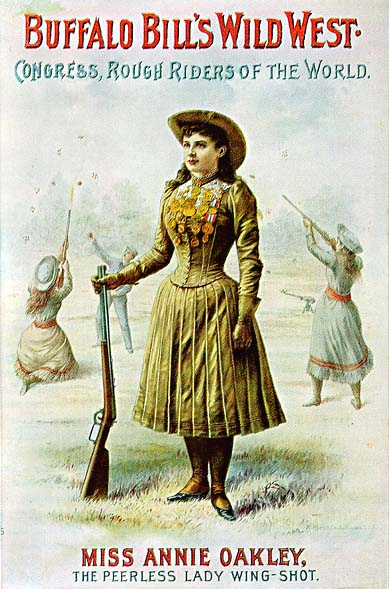
Pòster d'Annie Oakley de la dècada de 1880

### Primer Acte
Quan el show itinerant Buffalo Bill's Wild West visita Cincinnati, Ohio ("Colonel Buffalo Bill"§), Frank Butler, l'atractiu i faldiller estrella del show ("I'm a Bad, Bad, Man"§), desafia aquell que vulgui de la ciutat a un concurs de tir. Foster Wilson, el propietari d'un hotel, no li agrada que el Wild West Show estigui tan a prop del seu hotel, de manera que Frank aposta 100 dòlars en una competició de tir. Annie Oakley entra i dispara a un ocell que hi havia al barret de Dolly Tate, i llavors explica les seves maneres simples de camperola a Wilson, amb l'ajut dels seus germans ("Doin' What Comes Natur'lly"). Quan Wilson s'assabenta que l'Annie és una tiradora brillant, la inscriu a la competició de tir contra Frank Butler.
Mentre que Annie espera per començar a la competició, es troba amb Frank Butler i immediatament s'enamora d'ell, sense saber que serà el seu oponent. Quan li pregunta si ella li agrada, en Frank li explica que la noia que ell vol "...vestirà setí... i farà olor de color" ("The Girl That I Marry"). La ruda i ingènua Annie còmicament es lamenta que "no es pot tenir un home amb una arma" ("You Can't Get a Man with a Gun"). A la competició de tir, Annie troba que Frank és un "presumptuós inflat de cap dur" del Wild West Show. Annie guanya la competició, i Buffalo Bill i Charlie Davenport, el director de l'espectacle, la conviden a unir-se al Wild West Show. Annie accepta perquè està enamorada d'en Frank, tot i que no té ni idea del que és el show business. Frank, Chalie, Buffalo Bill i tota la resta intenten explicar-li que "no hi ha negoci com el negoci de l'espectacle" ("There's No Business Like Show Business").
Mentre que treballen junts, Frank va enamorant-se de l'honesta i varonil Annie, i mentre que viatgen a Minneapolis, Minnesota, en tren, ell li explica el que és l'amor ("They Say It's Wonderful"). Buffalo Bill i Charlie descobreixen que l'espectacle rival, el Pawnee Bill's Far East Show, estarà actuant a Saint Paul, mentre que el Wild West Show està a la propera Minneapolis. Demanen a Annie que faci un número de tir especial sobre una motocicleta per ensorrar el negoci de Pawnee Bill. Annie accepta, car el número sorprendrà en Frank. Ella canta als seus germans una cançó bressol ("Moonshine Lullaby").
Mentre que Annie i Frank es preparen per al show, Frank té la intenció de declarar-se a Annie després del show, tot i que admet dolgut que "les meves defenses estan baixes" ("My Defenses Are Down"). Quan Annie fa el seu número i esdevé una estrella, el cap Sitting Bull l'adopta a la tribu sioux ("I'm An Indian Too"§). Ferit i enfadat, Frank abandona l'Annie i el show, unint-se a l'espectacle de Pawnee Bill.

### Segon Acte
L'espectacle de Buffalo Bill fa una gira per Europa amb Annie com l'estrella, però l'espectacle comença a decaure, igual que succeeix al de Pawnee Bill amb en Frank.Annie, ara ben vestida i refinada, encara enyora en Frank ("I Got Lost in His Arms"). Buffalo Bill i Pawnee Bill planegen unir les dues companyies, assumint cadascun dels dos que l'altre té els diners necessaris per a la fusió. Es troben a una gran recepció, on aviat descobreixen que ambdós espectacles estan a la ruïna. Annie, però, ha rebut tot de medalles de punteria de tots els mandataris europeus per un valor de 100.000 dòlars, i decideix vendre les medalles per finançar la fusió, alegrant-se per les coses simples ("I Got the Sun in the Mornin'").
Quan Frank apareix, ell i Annie confessen el seu amor i decideixen casar-se, tot i que tenen idees diferents: Frank vol fer-ho en "qualsevol capelleta", mentre que Annie vol "un casament a una gran església amb dames d'honor i noies amb flors, un munt de cambrers amb frac, periodistes i fotògrafs" ("An Old-Fashioned Wedding"°). Quan Annie mostra a Frank totes les seves medalles, de nou Frank sent el seu orgull ferit, i vol anul·lar la fusió i el casament. Acorden fer un darrer concurs de tiradors ("Anything You Can Do"). Annie deliberadament perd davant Frank per calmar el seu ego, i finalment es reconcilien, decidint casar-se i fusionar els espectacles.
Notes
- Aquesta sinopsi es basa en el llibret revisat el 1966
- Al llibret de 1999, Frank també falla deliberadament, acabant en un empat
- º va ser escrita pel revival de 1966 i inclosa al de 1999, però no estava a la producció original
- § omesa del revival de Broadway de 1999

## Personatges
- Annie Oakley—una tiradora del Wild West show
- Frank Butler—estrella del Wild West show
- Foster Wilson—propietari d'un hotel
- Cap Sitting Bull—guerrer Sioux warrior; protector d'Annie
- Tommy Keeler§—llançador de ganivets al Wild West show; parella de Winnie; mig indi
- Charlie Davenport—director del Wild West show
- Winnie Tate§—filla de Dolly (germana al revival de 1999); parella de Tommy I la seva ajudant al número de llançament de ganivets
- Col. William F. Cody (Buffalo Bill)-propietari del Wild West show
- Dolly Tate—ajudant de Frank; mare de Winnie (germana al revival de 1999)
- Pawnee Bill—propietari d'un show rival
- Germans d'Annie: Jessie, Nellie, Little Jake i Minnie (Minnie va ser eliminada al revival de 1999[2])

Notes
- §Les cançons de Tommy i Winnie van ser eliminades al revival de 1966, però van tornar al de 1999.

## Números Musicals

### Producció original de 1946
(Nota: Basada en la producció original de Broadway, 1946)
| I Acte - Overture — Orquestra - "Buffalo Bill" — Charlie Davenport, Dolly Tate & Cor - "I'm a Bad, Bad Man" — Frank Butler - "Doin' What Comes Natur'lly" — Annie i quitxalla - "The Girl That I Marry" — Frank i Annie - "You Can't Get a Man with a Gun" — Annie - "There's No Business Like Show Business" — Frank, Charlie Davenport, Annie, i Conjunt - "They Say It's Wonderful" — Annie i Frank - "Moonshine Lullaby" § — Annie i quitxalla - "I'll Share It All With You" — Winnie Tate i Tommy Keeler - "Ballyhoo" — Riding Mistress i gent de l'espectacle - "There's No Business Like Show Business" (Reprise) — Annie Oakley - "My Defenses Are Down" — Frank i Conjunt - "Wild Horse Ceremonial Dance" — Wild Horse, indis i noies - "I'm an Indian, Too" — Annie i Conjunt - Adoption Dance — Annie Oakley, Wild Horse i indis | II Acte - Entr'acte — Orchestra - "I Got Lost In His Arms" § — Annie - "Who Do You Love, I Hope" — Winnie Tate i Tommy Keeler - "I Got the Sun in the Morning" — Annie i Conjunt - "They Say It's Wonderful" (Reprise) — Annie Oakley i Frank Butler - "The Girl That I Marry" (Reprise) — Frank Butler - "Anything You Can Do" — Annie i Frank - "Show Business" (Reprise) — Conjunt |

Notes
- § omesa a la pel·lícula de 1950
- "Let's Go West Again" va ser escrita per Berlin per a la pel·lícula de 1950, però no es va fer servir. En canvi, hi ha enregistraments tant de Betty Hutton i Judy Garli.

### Revival de 1999
| Act I - "There's No Business Like Show Business" - Frank i Companyia - "Doin' What Comes Natur'lly" — Annie, Kids i Foster Wilson - "The Girl That I Marry" — Frank i Annie - "You Can't Get a Man with a Gun" — Annie - "There's No Business Like Show Business" (Reprise) — Frank, Buffalo Bill, Charlie i Annie - "I'll Share It All With You" — Tommy, Winnie i Companyia - "Moonshine Lullaby" — Annie, Nens, Conjunt Trio - "There's No Business Like Show Business" (Reprise) — Annie - "They Say It's Wonderful" — Annie i Frank - "My Defenses Are Down" — Frank i Joves - Finale: "You Can't Get a Man with a Gun (Reprise)" - Annie | Act II - Entr'acte: The European Tour — Annie i Companyia - "I Got Lost In His Arms" — Annie - "Who Do You Love, I Hope" — Tommy, Winnie i Companyia - "I Got the Sun in the Morning" — Annie i Companyia - "An Old-Fashioned Wedding" - Annie i Frank - "The Girl That I Marry" (Reprise) — Frank - "Anything You Can Do" — Annie i Frank - "They Say It's Wonderful" (Reprise) — Annie, Frank i Companyia |

"An Old-Fashioned Wedding" va ser escrita per Berlin pel revival de 1966, cantada per Annie i Frank; i també va ser inclosa al revival de 1999

## Produccions

### Producció original

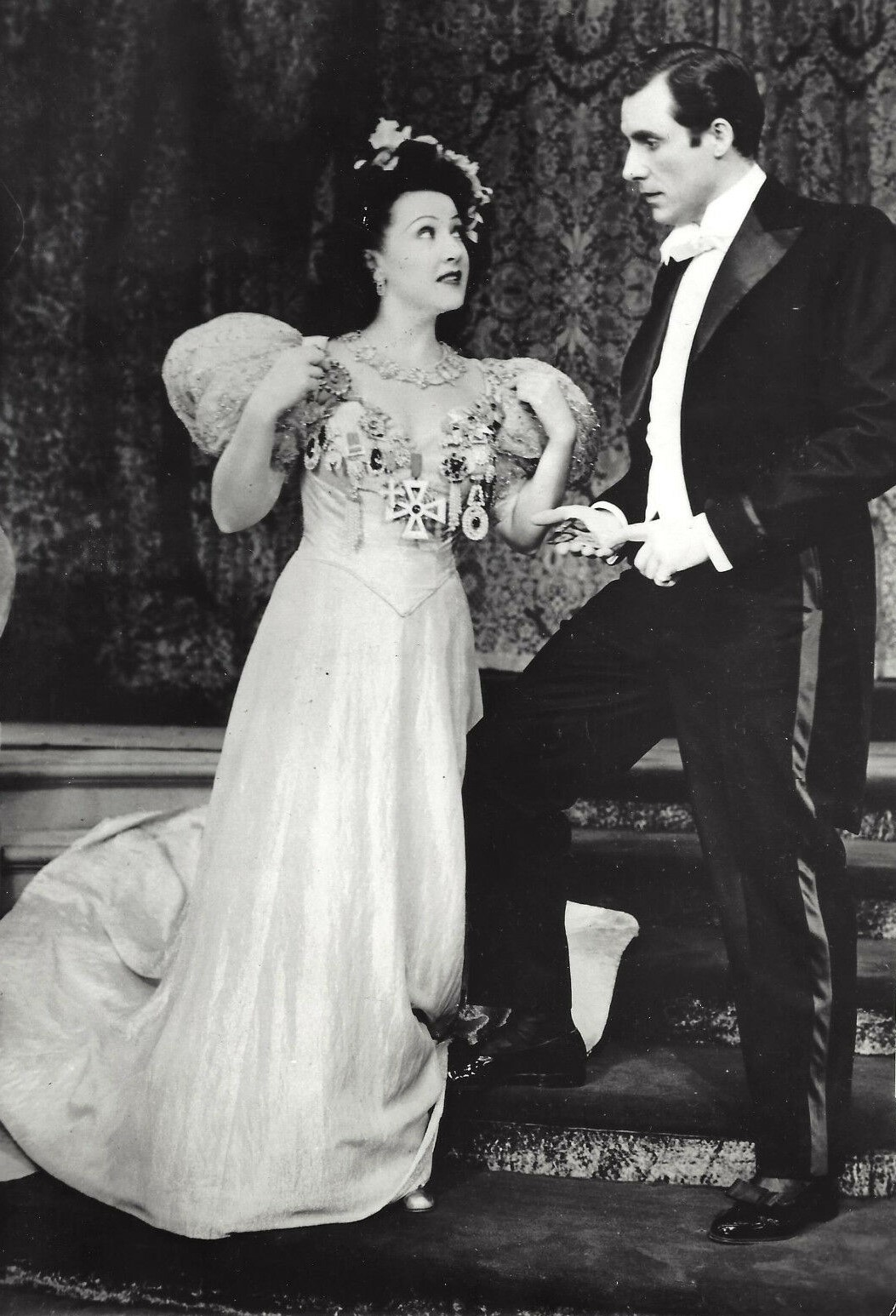
Ethel Merman i Ray Middleton a la producció original

Annie Get Your Gun s'estrenà a Broadway el 16 de maig de 1946 a l'Imperial Theater, representant-se en 1.147 funcions. Dirigit per Joshua Logan, estava protagonitzat per Ethel Merman com Annie, Ray Middleton com Frank Butler, Art Bernett com Foster Wilson, Harry Bellaver com Chief Sitting Bull, Kenneth Bowers com Tommy Keeler, Marty May com Charlie Davenport i William O'Neal com Buffalo Bill.

## Produccions
El show va fer gira pels Estats Units des del 3 d'octubre de 1947, començant a Dallas, amb Mary Martin com Annie. Martin continuà a la gira fins a mitjans de 1948.
El show s'estrenà al West End londinenc el 7 de juny de 1947 al London Coliseum, representant-se en 1.304 funcions. Dolores Gray interpretà a Annie i Bill Johnson a Frank.

### Revival de Broadway de 1966
El show va tenir el seu primer revival a Broadway el 1966 al Music Theater del Lincoln Center. Aquesta producció s'estrenà el 31 de març de 1966, representant-se fins al 9 de juliol, a la que seguí una curta gira de 10 setmanes pels Estats Units. Tornà a Broadway el 21 de setembre al Broadway Theatre, representant-se en 78 funcions. Ethel Merman va reprendre el seu paper original com a Annie, amb Bruce Yarnell com Frank i Jerry Orbach com Charles Davenport. El llibret i la partitura van ser revistats, eliminant-se el romanç secundari entre Tomy Keelr i Winnie Tate, incloent les seves cançons "I'll Share it All With You" i "Who Do You Love, I Hope?", i va escriure's la cançó "An Old-Fashioned Wedding" pel revival, incloent-se al segon acte. Aquesta versió està disponible per llicenciar per companyies d'aficionats.
Aquesta producció va ser emesa per televisió en una versió reduïda a 90 minuts per la NBC el 19 de març de 1967.

### Producció de Los Angeles Civic Light Opera el 1977
El 1977, Gower Champion dirigí un revival per la Los Angeles Civic Light Opera, protagonitzada per Debbie Reynolds com Annie. Harve Presnell, parella de Reynolds a la pel·lícula The Unsinkable Molly Brown, interpretà a Frank Butler. A més apareixien Art Lund com Buffalo Bill, Bibi Osterwald com Dolly Tate, Gavin MacLeod com Charlie Davenport,
Peter Bruni com Foster Wilson, Don Potter com Pawnee Bill, Manu Tupou com Sitting Bull, a més de a Trey Wilson i a Debbie Shapiro.. La producció anà a diverses ciutats, però no acabà a Broadway, tot i que aquest era el pla original.

### Producció de Londres de 1992
El 1992 s'estrenà al Prince of Wales Theatre del West End, protagonitzada per Kim Criswell com Annie. L'enregistrament de la producció feta amb Thomas Hampson, donà impuls a la producció.

### Revival de Broadway de 1999
El 1999 es presentà al Kennedy Center de Washington DC una nova producció, representant-se entre el 29 de desembre de 1998 i el 24 de gener de 1999. Les prèvies començaren el 2 de febrer de 1999 al Marquis Theatre de Broadway, estrenant-se oficialment el 4 de març; tancant l'1 de setembre de 2001, després de 35 prèvies i 1.046 funcions.
Estava protagonitzat per Bernadette Peters com Annie i Tom Wopat com Frank, amb direcció de Graciela Daniele, coreografia de Jeff Calhoun i arranjaments musicals de John McDaniel. Peters guanyà el Premi Tony a Millor Actriu de Protagonista de Musical, i la producció guanyà el Tony a Millor Revival de Musical.
Aquesta producció tenia un llibret revisat de Peter Stone i amb noves orquestracions, i va ser estructurat com un "show dins d'un show", situat com un gran circ viatjant. "Frank Butler" està sol a l'escenari i presenta els personatges principals, cantant "There's No Business Like Show Business", que torna a ser cantant quan Annie accepta unir-se al Wild West Show. La producció va abandonar diverses cançons (incloent Annie" agrees to join the traveling Wild West show. The production dropped several songs (including "Colonel Buffalo Bill", "I'm A Bad, Bad Man", i "I'm an Indian Too"), però va incloure "An Old-Fashioned Wedding". A més van afegir-se diversos números de ball. Una subtrama que s'havia eliminat al revival de 1966 (el romanç entre Winnie i Tommy) tornà a l'espectacle. En aquesta versió, la competició final de tir entre Annie i Frank acaba en un empat.
Substitucions notables
Mentre que Peters estava de vacances, l'estrella de All My Children Susan Lucci va debutar a Broadway com Annie entre el 27 de desembre de 1999 i el 16 de gener del 2000. Peters i Wopat abandonaren definitivament el show el 2 de setembre del 2000. Cheryl Ladd va substituir Peters, i Patrick Cassidy a Wopat. L'estrella del country Reba McEntire va debutar a Broadway, interpretant a Annie entre el 26 de gener i el 22 de juny del 2001, amb Brent Barrett com Frank. El 23 de juny del 2001, Crystal Bernard, que havia interpretat a Annie a la gira nacional, n'assumí el paper protagonista a Broadway. Nick Jonas, que posteriorment saltaria a la fama cantant amb els seus germans Joe i Kevin als Jonas Brothers, interpretà Little Jake el 2001.

### Revival de Londres el 2009
Jane Horrocks, Julian Ovenden i el director Richard Jones van muntar un gran revival al Young Vic, Waterloo. El show s'estrenà el 16 d'octubre del 2009, inicialment previst fins al 2 de gener del 2010, però a causa de la demanda popular va afegir-se una nova setmana. La producció tenia nous arranjaments fets per Jason Carr per a una banda consistent en 4 pianos. El London's Guardian donà 5 estrelles al show.

## Versions cinematogràfiques i televisives
El 1950 Metro-Goldwyn-Mayer la va fer una versió cinematogràfica del musical. Tot i que la MGM comprà els drets i anuncià la seva intenció que la protagonitzés Judy Garland, els inicis del rodatge van estar plagats per les dificultats, algunes d'elles atribuïdes a Garland. Aquesta va ser acomiadada i substituïda per Betty Hutton.
El 1957 la NBC va emetre una versió protagonitzada per Mary Martin com Annie i John Raitt com Frank Butler. El 1967 la producció del Lincoln Center protagonitzada per Ethel Merman i Bruce Yarnell també va ser emesa per la NBC.

## Enregistraments
Existeixen diversos enregistraments de Annie Get Your Gun, entre ells:
- El Repartiment Original de Broadway de 1946; publicat per Decca Records el 1946, interpretat pel repartiment original i protagonitzat per Ethel Merman i Ray Middleton. L'àlbum va ser inclòs el 1998 al Grammy Hall of Fame
- Repartiment de televisió de 1957; basat en el show televisiu de 1957, amb Mary Martin i John Raitt.
- Enregistrament d'Estudi de 1963
- Repartiment del Revival de Broadway de 1966
- Enregistrament d'estudi de 1991
- Repartiment del Revival de Broadway de 1999

El director John Owen Edwards, juntament amb JAY Records publicà el primer enregistrament complet, amb tots els números musicals, canvis d'escena i música incidental el 1990, amb Judy Kaye i Barry Bostwick.

## Premis i nominacions
Mary Martin va rebre un Premi Tony Especial el 1948 per "portar el teatre al país mentre que la producció original segueix representant-se a Nova York"

### Revival de Broadway de 1966
| Any  | Premi      | Categoria                  | nominat       | Resultat |
| ---- | ---------- | -------------------------- | ------------- | -------- |
| 1966 | Premi Tony | Millor Direcció de Musical | Jack Sydow    | nominat  |
| 1966 | Premi Tony | Millor Coreografia         | Danny Daniels | nominat  |

### Revival de Broadway de 1999
| Any  | Premi               | Categoria                             | nominat                              | Resultat   |
| ---- | ------------------- | ------------------------------------- | ------------------------------------ | ---------- |
| 1999 | Premi Drama Desk    | Revival d'un Musical Més Destacat     | Revival d'un Musical Més Destacat    | nominat    |
| 1999 | Premi Drama Desk    | Actor Més Destacat en un Musical      | Tom Wopat                            | nominat    |
| 1999 | Premi Drama Desk    | Actriu Més Destacada en un Musical    | Bernadette Peters                    | GUANYADORA |
| 1999 | Premi Grammy        | Millor Àlbum d'un Espectacle Musical  | Millor Àlbum d'un Espectacle Musical | GUANYADOR  |
| 1999 | Premi Tony          | Millor Revival de Musical             | Millor Revival de Musical            | GUANYADOR  |
| 1999 | Premi Tony          | Millor Actor Protagonista de Musical  | Tom Wopat                            | nominat    |
| 1999 | Premi Tony          | Millor Actriu Protagonista de Musical | Bernadette Peters                    | GUANYADOR  |
| 2000 | Premis Grammy       | Millor àlbum de teatre musical        | Millor àlbum de teatre musical       | Guanyador  |
| 2001 | Premi Drama Desk    | Premi Especial                        | Reba McEntire                        | GUANYADORA |
| 2001 | Premi Theatre World | Premi Theatre World                   | Reba McEntire                        | GUANYADORA |

### Revival de Londres del 2009
| Any  | Premi                  | Categoria                 | nominat                   | Resultat |
| ---- | ---------------------- | ------------------------- | ------------------------- | -------- |
| 2009 | Premi Laurence Olivier | Millor Revival de Musical | Millor Revival de Musical | nominat  |